# Nemophas subcylindricus
Nemophas subcylindricus là một loài bọ cánh cứng trong họ Cerambycidae.